# Leioproctus brunerii
Leioproctus brunerii är en biart som först beskrevs av William Harris Ashmead 1899.  Leioproctus brunerii ingår i släktet Leioproctus och familjen korttungebin. Inga underarter finns listade i Catalogue of Life.